# Vilarelho da Raia
Vilarelho da Raia ist eine Gemeinde (Freguesia) im portugiesischen Kreis Chaves. In ihr leben 464 Einwohner (Stand 19. April 2021).